# Episodi de La strana coppia (seconda stagione)
La seconda stagione della serie televisiva La strana coppia è stata trasmessa in anteprima negli Stati Uniti d'America dalla ABC tra il 17 settembre 1971 e il 3 marzo 1972.
| nº | Titolo originale                             | Titolo italiano | Prima TV USA      | Prima TV Italia |
| -- | -------------------------------------------- | --------------- | ----------------- | --------------- |
| 1  | Natural Childbirth                           |                 | 17 settembre 1971 |                 |
| 2  | Felix's Wife's Boyfriend                     |                 | 24 settembre 1971 |                 |
| 3  | Hospital Mates                               |                 | 1º ottobre 1971   |                 |
| 4  | Sleepwalker                                  |                 | 8 ottobre 1971    |                 |
| 5  | A Grave for Felix                            |                 | 15 ottobre 1971   |                 |
| 6  | Murray the Fink                              |                 | 29 ottobre 1971   |                 |
| 7  | Does Your Mother Know You're Out, Rigoletto? |                 | 5 novembre 1971   |                 |
| 8  | Fat Farm                                     |                 | 12 novembre 1971  |                 |
| 9  | The Odd Couple Meet Their Host               |                 | 19 novembre 1971  |                 |
| 10 | Win One for Felix                            |                 | 3 dicembre 1971   |                 |
| 11 | Being Divorced Is Never Having to Say I Do   |                 | 10 dicembre 1971  |                 |
| 12 | Surprise! Surprise!                          |                 | 17 dicembre 1971  |                 |
| 13 | Felix, the Calypso Singer                    |                 | 24 dicembre 1971  |                 |
| 14 | And Leave the Greyhound to Us?               |                 | 31 dicembre 1971  |                 |
| 15 | Security Arms                                |                 | 7 gennaio 1972    |                 |
| 16 | Speak for Yourself                           |                 | 14 gennaio 1972   |                 |
| 17 | You Saved My Life                            |                 | 21 gennaio 1972   |                 |
| 18 | Where's Grandpa?                             |                 | 28 gennaio 1972   |                 |
| 19 | Partner's Investment                         |                 | 4 febbraio 1972   |                 |
| 20 | Good, Bad Boy                                |                 | 11 febbraio 1972  |                 |
| 21 | A Night to Dismember                         |                 | 18 febbraio 1972  |                 |
| 22 | Oscar's Promotion                            |                 | 25 febbraio 1972  |                 |
| 23 | Psychic, Shmychic                            |                 | 3 marzo 1972      |                 |